# Passeggen
Passeggen, früher auch Posseggen und Passecken, war im 19. Jahrhundert eine Ortschaft in der damaligen Gemeinde Straßburg – heute liegt ein Teil des Gebiets der ehemaligen Ortschaft in der Gemeinde Gurk – im Bezirk St. Veit an der Glan in Kärnten. Durch die Land- und Höhenflucht existiert die Siedlung nicht mehr.

## Lage
Passeggen lag schattseitig im Gurktal, etwa 1 ½ km ostsüdöstlich von Gurk, in einer Seehöhe von etwa 900 m und somit knapp 250 Höhenmeter über dem Talboden des Gurktals. Im Franziszeischen Kataster sind hier die Höfe Oberer Possegger und Unterer Possegger, in rund 400 m Entfernung voneinander, verzeichnet.

## Geschichte
Nach Gründung der Ortsgemeinden Mitte des 19. Jahrhunderts gehörte Passeggen zur Gemeinde Straßburg. Bei der Volkszählung 1869 wurde der Ort als eigene Ortschaft geführt. In späteren Volkszählungen erscheint der Name Passeggen nicht mehr. Am 13. Oktober 1892 brannte die Lugermannkeusche zur Gänze ab.
1924 beschloss die Kärntner Landesregierung eine Änderung der Grenze zwischen den Gemeinden Gurk und Straßburg, durch die der Bereich der (ehemaligen) Ortschaft Passeggen an die Gemeinde Gurk gefallen wäre. 1925 wurde dieser bis dahin noch nicht umgesetzte Beschluss abgeändert. Der Standort des Unteren Possegger liegt seither in der Gemeinde Gurk, der Standort des Oberen Possegger verblieb hingegen in der Gemeinde Straßburg.

## Bevölkerungsentwicklung
Für die Ortschaft ermittelte man folgende Häuser- und Einwohnerzahlen:
- 1800: 2 Häuser[4]
- 1869: 3 Häuser, 17 Einwohner[5]